# Ukraine au Concours Eurovision de la chanson 2023
L'Ukraine est l'un des trente-sept pays participants du Concours Eurovision de la chanson 2023, qui se déroule à Liverpool au Royaume-Uni. Le pays est qualifié d'office pour la finale en tant que tenant du titre, bien que le concours se déroule au Royaume-Uni en raison de l'invasion de l'Ukraine par la Russie en 2022. Le pays est représenté par le duo Tvorchi avec la chanson Heart of Steel, sélectionnés lors du Vidbir 2023. Le pays se classe 6e avec 243 points lors de la finale.

## Contexte
Après la victoire ukrainienne lors de l'Eurovision 2022, l'Ukraine est invitée par l'UER à accueillir le Concours 2023 selon la tradition de l'Eurovision. Cependant, après des discussions avec le diffuseur ukrainien Suspilne et des spécialistes tiers, il est décidé de tenir le concours dans un autre pays. Si cette décision suscite des répliques de la part d'officiels ukrainiens ainsi que d'anciens représentants du pays à l'Eurovision, il est finalement annoncé que l'Eurovision 2023 se tiendra au Royaume-Uni.

## Sélection
Le 24 octobre 2022, le diffuseur ukrainien Suspilne annonce la reconduction du format Vidbir comme sélection. L'émission se tiendra le 17 décembre 2022.

### Format
La sélection se tient en une soirée unique. Dix artistes y participent. Le gagnant est désigné par un vote mêlant pour moitié le télévote ukrainien et pour moitié le vote d'un jury d'experts. En cas d'ex-æquo, le télévote tranche.
Le jury est cette année composé de Jamala, gagnante du Concours Eurovision de la chanson 2016, Taras Topolya, chanteur du groupe Antytila (en), et Julia Sanina, chanteuse du groupe The Hardkiss. Ces trois membres ont été choisis par un vote populaire au moyen de l'application mobile Diïa,.

### Chansons
Du 17 août au 15 octobre 2022, le diffuseur ouvre la période de soumission des candidatures. Une règle est ajoutée, interdisant la participation de chansons en langue russe. Au terme de cette période, 384 chansons ont été reçues par le diffuseur. De ces 384 chansons, 36 sont sélectionnées pour passer des auditions devant un jury. Enfin, 10 sont sélectionnées pour participer à l'émission télévisée. Leurs noms sont annoncés le 17 novembre 2022. Les chansons sont, quant, à elles, publiées le 1er décembre 2023.
| Artiste         | Chansons               | Auteur(s)                                                                        |
| --------------- | ---------------------- | -------------------------------------------------------------------------------- |
| 2Tone           | Kvitka (Квiтка)        | Mykola Havrysh, Oleksandr Dubina, Ihor Ivanovich, Anton Yemelyanov, Ivan Isaev   |
| Angelina        | Stronger               | Anderz Wrethov, Angelina Terennikova                                             |
| Demchuk         | Alive                  | Vasyl Demchuk, Evgeniy Bardachenko, Tomash Lukach, Nazar Tumanik                 |
| Fiinka          | Dovbush (Довбуш)       | Iryna Vyhovanets                                                                 |
| Jerry Heil      | When God Shut the Door | Yana Shemaieva, Dimik Wheelson, Ivan Klymenko, Oleksandr Pryshliak, Stas Chorniy |
| Krutь           | Kolyskova (Колискова)  | Maryna Krut, Gerda Sonyash                                                       |
| Moisei          | I'm Not Alone          | Moisei Bondarenko                                                                |
| Oy Sound System | Oy, tuzhu (Ой, тужу)   | Taras Halanevych, Viktoriia Rodko                                                |
| Tember Blanche  | Ia vdoma (Я вдома)     | Oleksandra Hanapolska, Vladyslav Lahoda, Oleksandr Musevych                      |
| Tvorchi         | Heart of Steel         | Jimoh Augustus Kehinde, Andrii Hutsuliak                                         |

### Résultats
- Vainqueur

| Ordre | Artiste         | Chanson                | Jury | Télévote | Télévote | Total | Place |
| Ordre | Artiste         | Chanson                | Jury | Voix     | Points   | Total | Place |
| ----- | --------------- | ---------------------- | ---- | -------- | -------- | ----- | ----- |
| 1     | Moisei          | I'm Not Alone          | 1    | 5 393    | 6        | 7     | 7     |
| 2     | Oy Sound System | Oy, tuzhu              | 5    | 2 496    | 2        | 7     | 8     |
| 3     | Demchuk         | Alive                  | 7    | 3 936    | 4        | 11    | 5     |
| 4     | Jerry Heil      | When God Shut the Door | 8    | 45 657   | 9        | 17    | 3     |
| 5     | Fiinka          | Dovbush                | 6    | 11 109   | 7        | 12    | 4     |
| 6     | Krutь           | Kolyskova              | 10   | 33 614   | 8        | 18    | 2     |
| 7     | Tember Blanche  | Ia vdoma               | 2    | 3 411    | 3        | 5     | 9     |
| 8     | Angelina        | Stronger               | 3    | 2 424    | 1        | 4     | 10    |
| 9     | 2Tone           | Kvitka                 | 4    | 4 681    | 5        | 9     | 6     |
| 10    | Tvorchi         | Heart of Steel         | 9    | 54 041   | 10       | 19    | 1     |

Au terme de la soirée, le duo Tvorchi est désigné représentant de l'Ukraine avec sa chanson Heart of Steel.

## À l'Eurovision
À l'Eurovision, l'Ukraine accède directement à la finale du 13 mai 2023 en tant que tenante du titre. Lors de celle-ci, elle termine à la 6e place avec 243 points.